# Gamás
Gamás là một thị trấn thuộc hạt Somogy, Hungary. Thị trấn này có diện tích 42,92 km², dân số năm 2010 là 744 người, mật độ 17 người/km².